# Gary Prado Salmón
Gary Prado Salmón, né le 15 novembre 1938 à Rome et mort le 6 mai 2023 à Santa Cruz, est un militaire et diplomate bolivien.

## Biographie
Son père est le général Julio Prado Montano qui fut ministre de la Défense à l'époque du Mouvement nationaliste révolutionnaire.
Gary Prado, à la tête de la compagnie B du Régiment Manchego, capture Che Guevara le 8 octobre 1967.
En 2012, Gary Prado est accusé, par le gouvernement d'Evo Morales, d'avoir organisé une guerre civile.